# Nationaal park Jericoacoara
Nationaal park Jericoacoara is een nationaal park in Brazilië, gelegen in de gemeente Jijoca de Jericoacoara en de staat Ceará, en is opgericht in 2002. Aan de zeezijde ligt het beroemde strand Jijoca de Jericoacoara. Het heeft een oppervlakte van 8850 hectare. Het wordt beheerd door ICMBio.
Het doel is de bescherming en het behoud van kustecosystemen en natuurlijke hulpbronnen en het bieden van mogelijkheden voor gecontroleerd gebruik, educatie en wetenschappelijk onderzoek.
Het woord Jericoacoara komt uit de Tupi-taal en betekent "schildpadhuis" .

## Geografie
Het klimaat is warm en vochtig met een gemiddelde temperatuur tussen 35 en 22 graden Celsius. Er is regen vanaf de zomer tot de herfst en een droge periode van vijf tot zes maanden. De gemiddelde jaarlijkse neerslag is 1364 mm.
Het kustgebied bestaat uit onder meer duinen, lagunes, mangrove, graslanden en stranden.

## Flora en fauna
De vegetatie is gevarieerd met onder meer Cerrado en kruidachtige gewassen.
De fauna van het park bestaat voornamelijk uit vogels (18 soorten), walvisachtigen en vissen, maar waarschijnlijk ook diverse landzoogdieren. Een aantal soorten is zeldzaam of bedreigd.

## Toerisme
Het park biedt veel mogelijkheden voor strand- en watervertier.